# Zevekote
Zevekote is een klein polderdorp in de Belgische provincie West-Vlaanderen en een deelgemeente van de stad Gistel, het was een zelfstandige gemeente tot aan de gemeentelijke herindeling van 1971. De kern van het landelijk dorp ligt hoofdzakelijk langs de oude weg van Gistel naar Nieuwpoort.

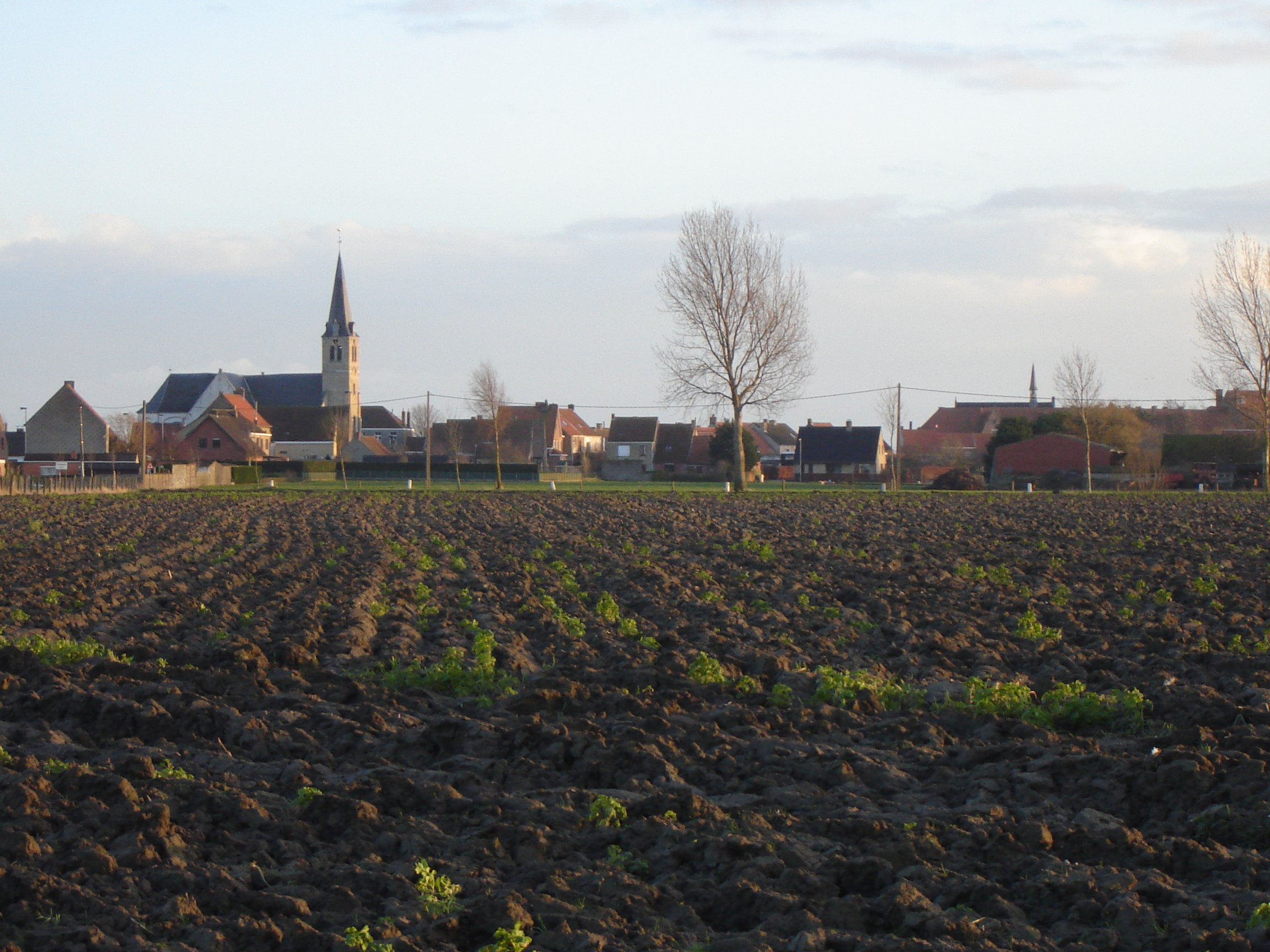
Zevekote

## Geschiedenis
Tijdens de 19e-eeuwse turfwinning werden heel wat Romeinse stukken gevonden, wat wijst op Romeinse aanwezigheid. In die tijd werd immers in het naburige Leffinge aan zoutwinning gedaan en een 10-tal kilometer daarvandaan was het belangrijk Romeins castellum van Oudenburg gevestigd.
Opgravingen wijzen op de eerste bewoning in de 10e tot 12e eeuw. In de 13e eeuw werd voor het eerst een parochie vermeld in de annalen van de Gentse Sint-Pietersabdij. In de 14e eeuw werd Zevekote vermeld als centrum van de heerlijkheid Guysen. Tot 1540 was deze in bezit van het geslacht Halewijn, vervolgens Claerhout, daarna Zuniga Y Mendosa en uiteindelijk het Huis Croÿ.
Guysen was een baronie die in 1715 tot hertogdom werd verheven. Alexander de Croy was de eerste hertog. In 1795 werd de heerlijkheid Guysen opgeheven.
In 1755 werd de weg van Gistel naar Nieuwpoort verhard.
In 1826 kwamen de Zusters van Moorslede naar Zevekote. Zij stichtten een armenschool en een hospitaal.
Tijdens de Eerste Wereldoorlog waren er veel Duitse soldaten in Zevekote.
Zevekote werd in 1971 een deelgemeente van Gistel, net zoals Moere en Snaaskerke.
Op 31 maart 2017 werd het rampenplan afgekondigd en het gehele dorp ontruimd nadat er een gifwolk ontstond door een lek in een opslagtank met salpeterzuur op het terrein van een mestverwerkend bedrijf.

## Demografische ontwikkeling
- Bronnen:NIS, Opm:1831 tot en met 1970=volkstellingen

## Bezienswaardigheden
- In het dorp staat de Onze-Lieve-Vrouwekerk, die op 8 september 1719 door Mgr. Van Susteren werd ingewijd. De plattegrond van de kerk heeft de vorm van een Grieks kruis. De westertoren is recenter en dateert uit 1856, en contrasteert zo met de rest van de kerk.
- Dorpspomp van de 19e eeuw.
- Abdij Ten Putte op het grondgebied van de stad Gistel.
- Enkele historische boerderijen.
- Enkele Duitse bunkers uit de Eerste Wereldoorlog.

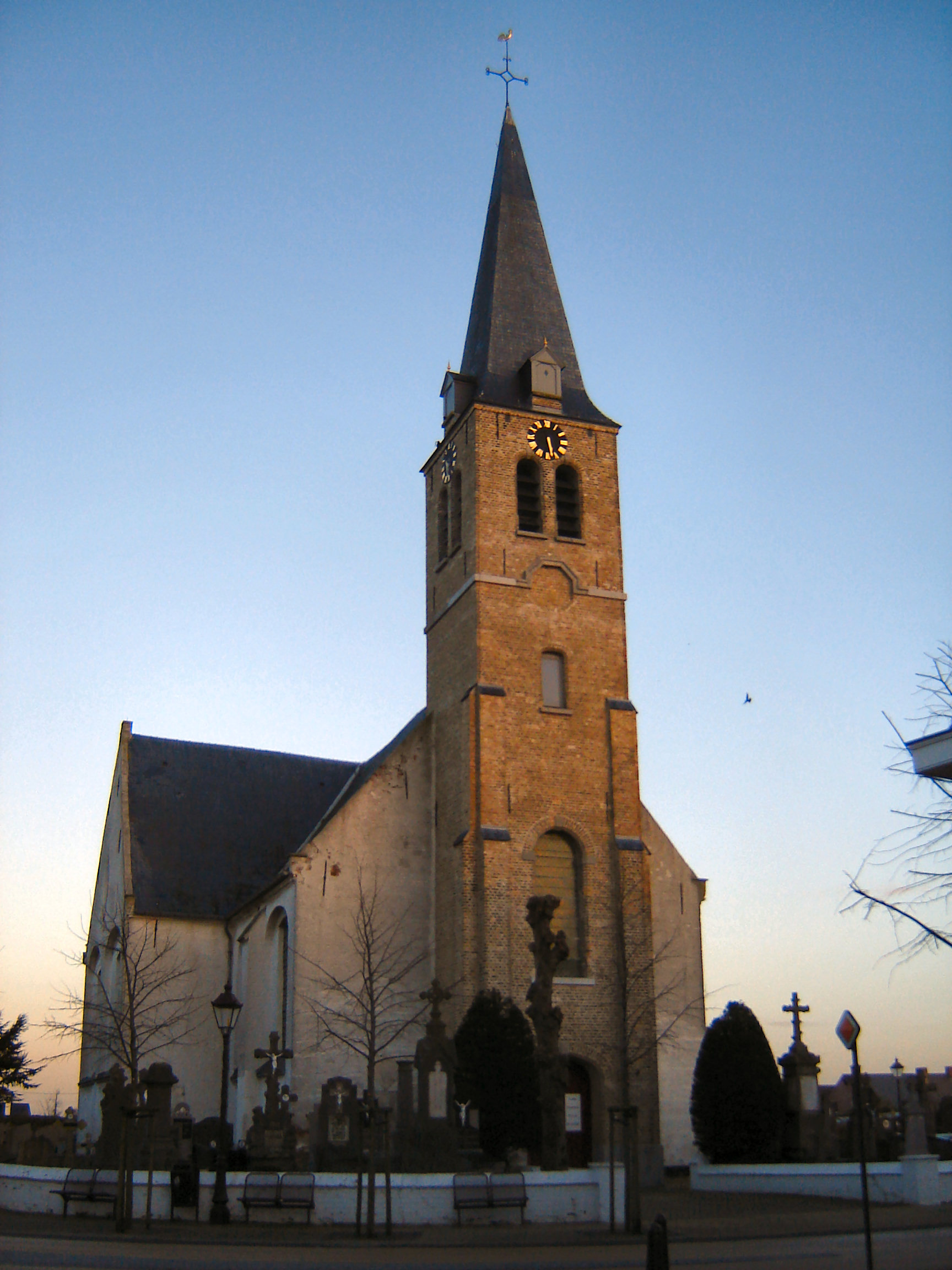
Onze-Lieve-Vrouwekerk

## Natuur en landschap
Zevekote ligt op een dekzandrug die hoger ligt dan het omringende polderlandschap. De hoogte bedraagt ongeveer 2,5 meter. Een deel van de omgeving werd verveend, waardoor laagtes ontstonden zoals het Rietbos.

## Politiek
Zevekote had een eigen gemeentebestuur en burgemeester tot de gemeentelijke fusie van 1971. Burgemeesters waren:
- ? : D. Warmoes
- ? : August Osaer (1855-1907)
- 1908-1909 : Edmondus Osaer
- ? Camiel Dehaemers

## Geboren in Zevekote
- Walther Vanbeselaere (1908-1988), hoofdconservator van het Koninklijk Museum voor Schone Kunsten te Antwerpen (1948-1973) en auteur
- Sylvère Maes (1909-1966), wielrenner (winnaar Ronde van Frankrijk 1936 en 1939)
- Eddy Van Middelem (1958 - heden)

## Nabijgelegen kernen
Gistel, Leffinge, Moere, Sint-Pieters-Kapelle, Zande